# ISO 3166-2:BR
ISO 3166-2:BR este înregistrarea în ISO 3166-2, parte a standardului ISO 3166, publicat de Organizația Internațională de Standardizare, care definește codurile pentru principalele subunități administrativ-teritoriale ale Braziliei (al cărei cod ISO 3166-1 alpha-2 este BR).
Brazilia este împărțită în 26 state și un district federal.

## Codurile actuale
Codurile și numele diviziunilor sunt listate așa cum se regăsesc în standardul publicat de Agenția de Mentenanță a standardului ISO 3166 (ISO 3166/MA). Faceți click pe butonul din capul listei pentru a sorta fiecare coloană.
| Cod   | Denumirea subdiviziunii | Tip subdiviziune |
| ----- | ----------------------- | ---------------- |
| BR-DF | Distrito Federal        | District Federal |
| BR-AC | Acre                    | stat             |
| BR-AL | Alagoas                 | stat             |
| BR-AP | Amapá                   | stat             |
| BR-AM | Amazonas                | stat             |
| BR-BA | Bahia                   | stat             |
| BR-CE | Ceará                   | stat             |
| BR-ES | Espírito Santo          | stat             |
| BR-GO | Goiás                   | stat             |
| BR-MA | Maranhão                | stat             |
| BR-MT | Mato Grosso             | stat             |
| BR-MS | Mato Grosso do Sul      | stat             |
| BR-MG | Minas Gerais            | stat             |
| BR-PA | Pará                    | stat             |
| BR-PB | Paraíba                 | stat             |
| BR-PR | Paraná                  | stat             |
| BR-PE | Pernambuco              | stat             |
| BR-PI | Piauí                   | stat             |
| BR-RJ | Rio de Janeiro          | stat             |
| BR-RN | Rio Grande do Norte     | stat             |
| BR-RS | Rio Grande do Sul       | stat             |
| BR-RO | Rondônia                | stat             |
| BR-RR | Roraima                 | stat             |
| BR-SC | Santa Catarina          | stat             |
| BR-SP | São Paulo               | stat             |
| BR-SE | Sergipe                 | stat             |
| BR-TO | Tocantins               | stat             |